# ティレル・024
ティレル・024 (Tyrrell 024 ) は、ティレルが1996年のF1世界選手権参戦用に開発したフォーミュラ1カー。チーム4年目の片山右京と、2年目のミカ・サロがドライブした。

## 概要

### 開発
前年型023からの設計は受け継がず、完全に新設計された。ヤマハの新しいV10エンジンは非常に小型軽量で、そのサイズが024の大きな利点となる事が期待された。それを活かしてリヤカウルはライバルマシンに比してすっきりと絞り込まれた。ティレルのテクニカルディレクター、ハーベイ・ポスルスウェイトは「風洞実験での長い検証を経て、サイドポンツーンが全チームの中でも最も後退し、前後のウイングをよく効かせてしっかりと路面に押し付けようというコンセプトで細部に改良を施した。潤滑システムとギアシフトのスピードアップも改良されている。」と2月のエストリルテストでコメントしている。前年023に問題をもたらしたハイドロリック・サスペンションは不採用となり、前後共に3本スプリングダンパー方式が採用された。
シェイクダウンテストでは小柄な片山右京のポジショニングの問題が発生、ポストレスウェイトいわく「サイドプロテクション規定でコクピットサイズが大きくなった。右京は初めて024に乗った時、顔がすっぽり隠れて見えなくなってしまった。まるでボトルの中に入ってしまった豆だった。」というほどオーバーサイズだったため、実戦までにステアリング位置など修正が必要となった。

### 1996年シーズン
024は前年型の023に比べると大きく進歩したものの、ヤマハ・OX11Aエンジンが信頼性に欠け、右京はヨーロッパGPでの失格を挟んで8戦連続リタイアとなる。チームは翌1997年シーズンからフォード・コスワースエンジンを搭載することとなる。
OX11Aはヤマハにとっての意欲作であり、超軽量・コンパクトなエンジンであった。ショートボア、ロングストロークで重量は105kgであったが、初年度は軽量、小型化に拘り過ぎたため剛性不足など初期トラブルが多く、目立った結果を残すことはできなかった。ヤマハは翌1997年はアロウズと組むこととなる。
第11戦ドイツGPが行われたホッケンハイムリンクでは、超高速サーキットでドラッグを少しでも減らそうという狙いから、後輪にも幅の狭いフロントタイヤを装着する「全輪フロントタイヤ」という奇策を試みた。しかし、タイヤサプライヤーのグッドイヤー側から「フロントタイヤは駆動輪用に設計されていない」とクレームを付けられ、フリー走行後に国際自動車連盟（FIA）から禁止された。
サロはシーズンを通して3度ポイントを獲得したが、片山右京はノーポイントに終わり、翌1997年シーズンはミナルディに移籍した。チームはサロの得た5ポイントによってコンストラクターズランキング8位でシーズンを終えた。また024のマシン自体がサロの体型に合わせたものであり、シーズン終了まで小柄な右京には大きすぎるポジションとなってしまった。

## スペック

### シャーシ
- 型名 024
- ホイルベース 2,940mm
- 前トレッド 1,700 mm
- 後トレッド 1,610 mm
- サスペンション プッシュロッド、ロッカー式スプリング&ダンパー、サードスプリング
- ブレーキ AP
- ホイール フォンドメタル
- タイヤ グッドイヤー

### エンジン

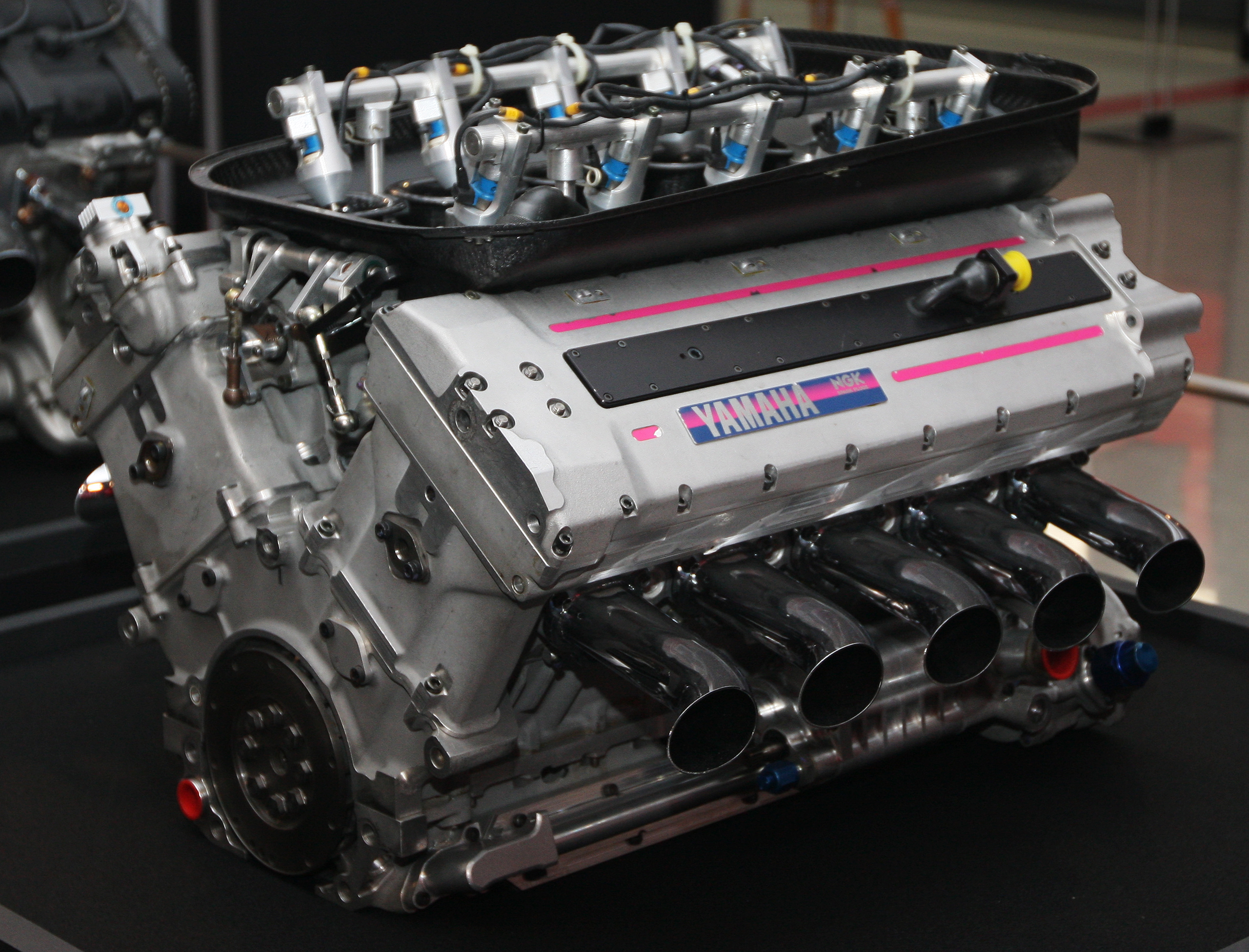
ヤマハ・OX11A

- 型名 ヤマハ・OX11A
- 気筒数・角度 V型10気筒・72度
- 排気量 2,996 cc
- スパークプラグ NGK
- インジェクション ザイテック
- 燃料・潤滑油 エルフ

## F1における全成績
(key) （太字はポールポジション）
| 年     | チーム   | エンジン   | タイヤ | ドライバー | 1   | 2   | 3   | 4   | 5   | 6   | 7   | 8   | 9   | 10  | 11  | 12  | 13  | 14  | 15  | 16  | ポイント | 順位 |
| ------ | -------- | ---------- | ------ | ---------- | --- | --- | --- | --- | --- | --- | --- | --- | --- | --- | --- | --- | --- | --- | --- | --- | -------- | ---- |
| 1996年 | ティレル | ヤマハ V10 | G      |            | AUS | BRA | ARG | EUR | SMR | MON | ESP | CAN | FRA | GBR | GER | HUN | BEL | ITA | POR | JPN | 5        | 8位  |
| 1996年 | ティレル | ヤマハ V10 | G      | 片山右京   | 11  | 9   | Ret | DSQ | Ret | Ret | Ret | Ret | Ret | Ret | Ret | 7   | 8   | 10  | 12  | Ret | 5        | 8位  |
| 1996年 | ティレル | ヤマハ V10 | G      | ミカ・サロ | 6   | 5   | Ret | DSQ | Ret | 5   | DSQ | Ret | 10  | 7   | 9   | Ret | 7   | Ret | 11  | Ret | 5        | 8位  |

## 参照
1. 1 2  全チーム「テスト総括」開幕までの熱き戦いを追う TYRRELL 024 YAMAHA　F1グランプリ特集 Vol.82 36頁 ソニーマガジンズ 1996年4月16日発行

- レーシングオン・アーカイブス vol.04. 三栄書房. (2011). pp. 118-121. ISBN 978-4-7796-1239-8
- Henry, Alan (ed) (1996). AUTOCOURSE 1996-97. Hazleton Publishing. pp. 86-88. ISBN 1-874557-91-8